# Permís de conduir

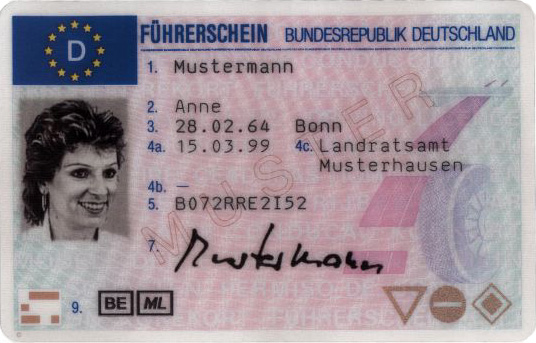
davant del carnet europeu.

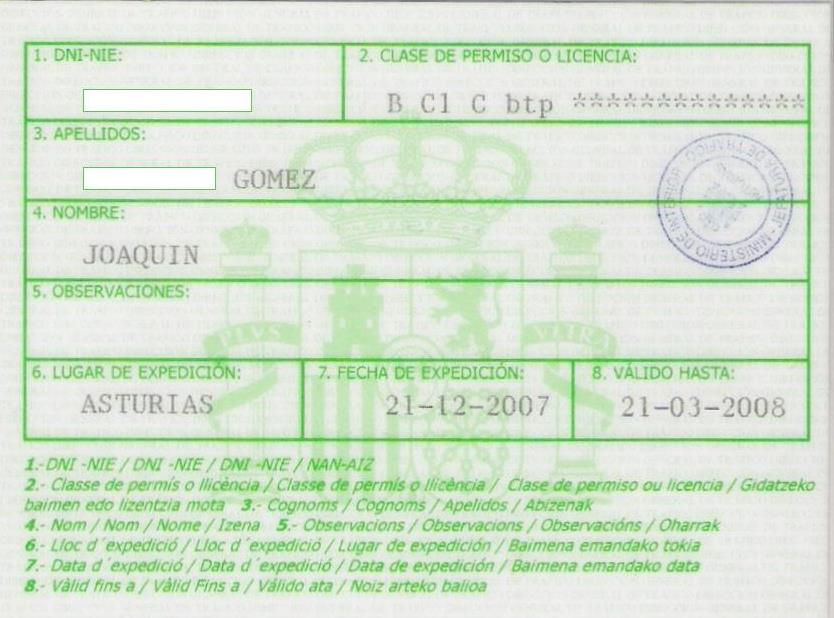
Autorització temporal per conduir a Espanya. Es farà servir després de l'obtenció del permís de conducció i fins al lliurament de l'original

El permís de conduir (o permís o llicència de conducció) és un document emès per l'Administració que autoritza al seu posseïdor a la conducció de vehicles per la via pública.

## Espanya
A Espanya el permís de circulació (document aplicat al vehicle i no al conductor) i el permís de conducció són documents diferents i és freqüent que es confonguin. Qualsevol conductor haurà d'estar en possessió d'ambdós documents i haurà de portar-los quan condueixi, encara que també és vàlid portar una fotocòpia de l'original degudament compulsada. El conductor està obligat a exhibir aquests documents davant de l'autoritat o els seus agents quan així li ho demanin.
Circular sense el permís de conducció comportarà la immobilització del vehicle i a una denúncia per part de l'agent.
Si el permís o la llicència de conducció han estat expedits a Espanya, tindran validesa per tota la Unió Europea. Si s'han obtingut en un país aliè a la Unió Europea, s'haurà de canviar segons el cas Arxivat 2008-04-07 a Wayback Machine. a la Prefectura de Trànsit provincial corresponent.
Tot permís o llicència de conducció tenen un termini de validesa, arribat el qual s'haurà de renovar: el conductor haurà de realitzar un examen psicotècnic (similar al que va realitzar quan el va obtenir per primera vegada), del qual dependrà la seva renovació, ja que avalua si el conductor continua estant capacitat físicament per poder conduir.

### Llicència de conducció

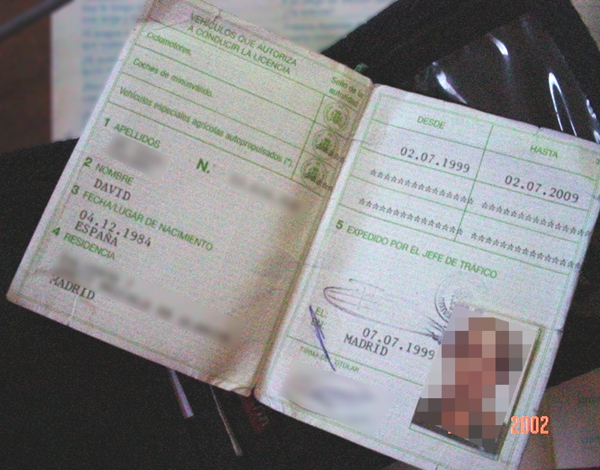
Antiga Llicència de Conducció espanyola (ciclomotors). Validesa de 10 anys.

La possessió d'una llicència de conducció acredita al titular, durant el període de vigència, a poder conduir els tipus de vehicles següents:
- Vehicles per a les persones de mobilitat reduïda (més gran de 16 anys quan transportin viatgers).
- Vehicles especials autopropulsats agrícoles (més gran de 16 anys).

Cal fer un examen:
- Examen teòric de 30 preguntes tipus test sobre circulació viària específic de llicències de conducció (de dificultat més reduïda que el dels permisos de conducció). Només es permeten tres errors en el test. La durada és de 30 minuts.

Les llicències de conducció s'hauran de renovar cada 10 anys fins a complir els 45; a partir d'aquesta edat el conductor s'ha de presentar voluntàriament a la renovació en cas de tenir més del 24 % de minusvalidesa i cada cinc anys. En canvi, els professionals han de renovar cada cinc anys.

#### Permís de conducció
La possessió d'un permís de conducció (també anomenat col·loquialment carnet de conduir o permís a seques) acredita al titular a poder conduir vehicles de més potència i pes. Posseir un permís de conducció anul·larà qualsevol llicència de conducció, ja que el permís permet el maneig dels vehicles que acredita la llicència.
Els permisos AM, A1, A2, A i B s'hauran de renovar cada 10 anys fins a complir els 65, i a partir de llavors, cada cinc.
La resta s'hauran de renovar cada cinc anys fins a complir els 65, i a partir d'aquesta edat cada tres.  Arxivat 2009-12-21 a Wayback Machine.

#### Classes i condicions del permís de conduir
El permís de conducció se subdivideix en classes. La classe regula el tipus de vehicle que el document autoritza a conduir:

##### AM
A partir de l'1 de setembre de 2010 la llicència de conducció per conduir ciclomotors puja a categoria de permís de conduir AM amb lleugers canvis.
Edat mínima per a obtenir-lo: 15 anys (en vigència a partir de setembre de 2010; fins aleshores, 14 anys.) pdf
Habilita la conducció per la via pública de:
- Ciclomotors

De dues o tres rodes, sempre que la cilindrada no superi els 50 cm³.
Quadricicles lleugers d'una velocitat no sobrepassi els 45 km/h.
Només podrà transportar passatgers quan el conductor tingui l'edat mínima de 18 anys.
També es poden conduir aquest tipus de vehicles amb qualsevol permís de conduir superior, com pot ser el de cotxe (permís B) o de motocicleta (permisos A1, A2 o A).

##### A1
Edat mínima per a obtenir-lo: 16 anys 
Habilita la conducció per la via pública de:
- Motocicletes lleugeres AMB sidecar amb:

Cilindrada màxima de 125 cc.
Potència màxima d'11 kW (15 CV).
Una relació potència/massa no superior a 0,11 kW/kg.
- Tricicles de motor amb una potència màxima de 15 kW (es considera tricicle de motor tot quadricicle de mma (massa màxima autoritzada) fins a 400 kg o 550 kg si s'usa per a càrrega i la potència màxima sigui de 15 kW)

Més els vehicles que es permet conduir amb el permís AM.
Per obtenir-lo, la llei exigeix aprovar quatre exàmens:
- Teòric de circulació viària. Quedarà exempt de fer-ho si té qualsevol altre permís de més d'un any d'antiguitat
- Teòric específic de la classe A1.
- Pràctic en circuit tancat.
- Pràctic en circulació oberta. Fins al setembre de 2008, estaven exempts de realitzar aquesta prova els qui ja tinguessin qualsevol altre permís de més de dos anys d'antiguitat. Ara és obligatori.

##### A2
Permís de nova incorporació a partir del 8 de desembre de 2009  Arxivat 2009-12-21 a Wayback Machine. Edat mínima per a obtenir-lo: 18 anys 
Habilita la conducció per la via pública de:
- Motocicletes, amb sidecar o sense.
- La concessió d'aquest permís implica la capacitat d'utilitzar vehicles que autoritzi la classe A1.

Potència màxima de 35KW (47cv)  o motocicletes amb sidecar o sense que no tinguin una relació potència/massa superior a 0,2 kW/kg
Per obtenir aquesta classe, la llei exigeix aprovar 4 exàmens. Dos teòrics i dos pràctics:
- Teòric de circulació viària. Quedarà exempt de fer-ho si té qualsevol altre Permís de més d'un any d'antiguitat
- Teòric específic de motocicletes. Quedarà exempt de fer-ho si té el permís A1
- Practico de maniobres (en circuit tancat), dividit en tres parts, un exercici amb el motor aturat, un exercici a baixa velocitat i un exercici a elevada velocitat (que serà necessari realitzar en un màxim de 25 segons). Fins a setembre 2008 la prova de maniobres consistia en un únic circuit sense límit de temps . Quedarà exempt si tens l'A1 amb més de 2 anys.
- Pràctic de circulació (es realitza a la via pública). Fins a setembre de 2008, estaven exempts de realitzar aquesta prova els qui ja tinguessin qualsevol altre permís de més de dos anys d'antiguitat. Ara és obligatori.

##### A
Edat mínima per a obtenir-lo:  20 anys  

Requereix haver estat en possessió del permís A2 durant, com a mínim, 2 anys.  Arxivat 2009-12-21 a Wayback Machine.
Habilita la conducció per la via pública de:
- Motocicletes de qualsevol potència i pes.
- Tots els vehicles autoritzats pels permisos AM, A1 i A2.

Per a l'obtenció d'aquest permís la llei exigeix realitzar una prova de formació específica encara per definir per la DGT.

##### B
Habilita la conducció per la via pública de:
- Vehicles de dues o tres rodes i quadricicles de motor fins a 3.500 kg de mma (massa màxima autoritzada).
- Automòbils amb una mma que no excedeixi de 3.500 kg i el nombre de seients, inclòs el del conductor, no excedeixi de 9. Podran dur enganxat un remolc amb una mma no superior a 750 kg sempre que la mma del conjunt no excedeixi els 4.250 kg.
- Conjunt de vehicles acoblats, compostos per un automòbil dels que autoritza a conduir el permís de la classe B i un remolc (superior a 750 kg de mma) sempre que:

-La mma del conjunt no excedeixi els 4.250 kg.
-La mma del remolc no sigui superior a la massa en buit (tara) del vehicle a què està acoblat.
Les persones que estiguin en possessió del permís de la classe B en vigor, amb una antiguitat superior a tres anys (segons BOE 138 article 5 punt 7), podran conduir (a Espanya) les motocicletes que autoritza el permís de la classe A1.
Per a la conducció de vehicles que realitzen transport escolar o transportin matèries perilloses caldrà una autorització especial.
Per obtenir aquesta classe, la llei exigeix aprovar dos exàmens:
- Teòric de circulació viària.
- Pràctic de circulació en via pública.

L'obtenció d'aquest permís no implica la concessió de l'AM, A1, A2, A, BTP, C1, C, D1, D, E.
Vehicles agrícoles i vehicles especials 
- Caldrà el permís de la classe B per conduir vehicles especials no agrícoles o conjunts d'aquests, la velocitat màxima autoritzada dels quals no excedeixi de 40 km/h o bé de transport persones quan el nombre de persones transportades inclòs el conductor no excedeixi de 9.
- Els vehicles especials agrícoles autopropulsats o conjunts d'aquests, la massa o dimensions màximes autoritzades no excedeixin dels límits establerts per als vehicles ordinaris es podran conduir amb el permís de la classe B, o amb la llicència de conducció si el nombre de persones transportades no és superior a 5, inclòs el conductor.

Es requerirà permís de la classe B quan tinguin una massa o dimensions superiors a les indicades anteriorment o que transportin a més de 5 persones sense excedir de 9, inclòs el conductor.
 B+E 
- Permet la conducció de conjunts de vehicles acoblats compostos per un vehicle automòbil dels que autoritza a conduir el permís de la classe B i un remolc la massa màxima autoritzada superior a 750 quilograms, sempre que el conjunt no pugui ser conduït amb un permís de la classe B.

No obstant això cal tenir en compte que la Massa Màxima remolcadors del vehicle tractor, ha de ser superior a la massa màxima autoritzada del remolc.

##### C1
Edat mínima per a obtenir-lo: 18 anys i ser titular del permís B en vigor.
Habilita la conducció per la via pública de:
- Automòbils la massa màxima autoritzada excedeixi de 3.500 kg i no sobrepassi els 7.500 kg i el nombre de seients, inclòs el del conductor, no excedeixi de nou.
- Aquests automòbils podran dur enganxat un remolc la massa màxima autoritzada no superior a 750 kg.
- Serà necessari realitzar tres exàmens:

Teòric d'específic i manteniment de l'automòbil.
Maniobres en circuit tancat, compost de les maniobres d'arrencada en rampa, marxa enrere en corba, aproximació a moll de càrrega i estacionament en línia.
Circulació en via pública.
L'obtenció d'aquest permís no implica la concessió de l'A1, A, C, D1, D, E. L'obtenció d'aquest permís implica la concessió del BTP.
 C1+E Conjunts de vehicles acoblats compostos per un vehicle automòbil dels que autoritza a conduir el permís de la classe C1 i un remolc la massa màxima autoritzada superior a 750 kg, sempre que la massa màxima autoritzada del conjunt així format no excedeixi de 12.000 kg i que la massa màxima autoritzada del remolc no sigui superior a la massa en buit del vehicle tractor.

##### C
Edat mínima per a obtenir-lo: 21 anys (18 en cas de tenir Certificat d'Aptitud Professional) i ser titular d'un permís B en vigor.
Habilita la conducció per la via pública de:
- Automòbils la massa màxima autoritzada excedeixi de 3.500 kg i el nombre de seients, inclòs el del conductor, no excedeixi de nou. Aquests automòbils podran dur enganxat un remolc o semiremolc la massa màxima autoritzada no superior a 750 kg.
- Serà necessari realitzar 3 exàmens:

Teòric d'específic i manteniment de l'automòbil. (Si l'aspirant és titular del permís C1 i té més de 21 anys està exempt d'aquesta prova).
Circuit tancat, compost de les proves d'arrencada en rampa, marxa enrere en gir, estacionament en línia i aproximació en marxa enrere a moll de càrrega.
Circulació en via pública.
 L'obtenció d'aquest permís no implica la concessió de l'A1, A, D1, D, E 
 L'obtenció d'aquest permís implica la concessió del C1 i BTP 
 C+E 
- Conjunts de vehicles acoblats, compostos per un vehicle automòbil dels que autoritza a conduir el permís de la classe C i un remolc o semiremolc ja sigui (igual o menor de 750 kg) o pesat (major de 750 kg).

##### D1
Edat mínima per a obtenir-lo: 24 anys i ser titular del permís B en vigor.
Habilita la conducció per la via pública de:
- Automòbils destinats al transport de persones el nombre de seients, inclòs el del conductor, sigui superior a nou i  no excedeixi de disset . Aquests automòbils podran dur enganxat un remolc la massa màxima autoritzada no superior a 750 kg.
- Serà necessari realitzar tres exàmens:

Teòric específic.
Maniobres en circuit tancat, compost per les maniobres d'arrencada en rampa, marxa enrere en corba i estacionament en línia. (Si l'aspirant és titular d'un permís de la classe C1 o C estarà exempt d'aquestes proves)
Circulació en via pública.
 L'obtenció d'aquest permís no implicarà la concessió de l'A1, A, BTP, C1, C, D, E. 
 D1+E 
Conjunt de vehicles acoblats compostos per un vehicle automòbil dels que autoritza a conduir el permís de la classe D1 i un remolc la massa màxima autoritzada superior a 750 kg sempre que:
- D'una banda, la massa màxima autoritzada del conjunt format no excedeixi de 12.000 kg i la massa màxima autoritzada del remolc no sigui superior a la massa en buit del vehicle tractor.
- Per una altra, que el remolc no s'utilitzi per al transport de persones.

##### D
Edat mínima per a obtenir-lo: 24 anys i ser titular del permís de la classe B en vigor.
Habilita la conducció per la via pública de:
- Automòbils destinats al transport de persones el nombre de seients, inclòs el del conductor, sigui superior a nou. Aquests automòbils podran dur enganxat un remolc la massa màxima autoritzada no superior a 750 kg.
- Troleibusos.
- Caldrà superar tres exàmens:

Teòric específic. (Si l'aspirant és titular del permís D1 estarà exempt d'aquesta prova)
Maniobres en circuit tancat, * 1-compost per les maniobres d'arrencada en rampa, marxa enrere en corba i estacionament en línia. * 2 - (Si l'aspirant és titular d'un permís de la classe C estarà exempt d'aquestes proves)
Circulació en via pública. (* 1 En l'actualitat la maniobra de rampa s'ha modificat per una altra anomenada carreró, la qual és de molt senzilla realització). (* 2-Aquest últim punt també s'ha modificat, ara encara que estigui en possessió del C, també s'ha de fer la prova de circuit tancat).
L'obtenció d'aquest permís no implica la concessió de l'A1, A, C1, C, E 
 L'obtenció d'aquest permís implica la concessió del D1 i del BTP.
 D+E 
Conjunts de vehicles acoblats compostos per un vehicle automòbil dels que autoritza a conduir el permís de la classe D i un remolc la massa màxima autoritzada superior a 750 kg.

##### E
Edat mínima per a obtenir-lo: 18 anys per al B+E. 18 anys per al C1+E i C+E amb Certificat d'Aptitud Professional. 21 anys per al D1+E, D+E, C1+E i C+E. Ser titular del permís per al qual es demana el E.
- Autoritza la conducció per vies públiques de conjunts de vehicles formats per un remolc o semiremolc de més de 750 kg de Massa Màxima Autoritzada.
- Es necessita realitzar tres exàmens:

Teòric específic.
Maniobres en circuit tancat, format per les maniobres de marxa enrere en corba, coneguda com la L, allunyament i apropament en línia recta del conjunt i acoblament i desacoblament de remolc o semiremolc.
Circulació en via pública.
Si l'aspirant és titular d'un permís C1+E, D1+E o D+E i demana el C+E està exempt de la prova teòrica.
Si l'aspirant és titular d'un permís C1+E i demana el D1+E o D+E està exempt de la prova teòrica.
L'obtenció dels permisos:
- C1+E, C+E, D1+E i D+E implica la concessió del B+E.
- C1+E la del D1+E (només si el titular posseeix el D1)
- C+O la del C1+E i els D1+E i D+E (només si el titular posseeix el D1 i D)
- D1+E o C1+E la del C1+E (només si el titular posseeix el C1)

L'obtenció del permís:
- D+E no concedeix la del C+E encara que el titular tingui el C.
- La del B+E, C1+E, C+E, D1+E i D+E no concedeix l'A1 ni l'A.

##### Autorització BTP
Edat mínima per a obtenir-la: 18 anys, ser titular del permís de la classe B en vigor i tenir un any d'antiguitat en el permís B (l'any d'antiguitat pot ser substituït per un certificat d'aptitud professional).
Habilita la conducció per la via pública de:
- Vehicles especials.
- Vehicles prioritaris.
- Taxis.
- Turismes de transport escolar.
- Turismes de lloguer amb conductor.

Caldrà realitzar un examen:
- Teòric específic de 20 preguntes en un temps de 20 minuts.

(Antigament calia realitzar un altre examen més de mecànica de vehicles. La DGT va decidir prescindir d'aquest examen el 2006.)
L'obtenció dels permisos C1, C, D1 i D impliquen la concessió del permís BTP.

#### Canvis en el reglament de l'obtenció de permisos per a motocicleta de 2008 i 2009
Durant els anys 2008 i 2009, el Govern d'Espanya i la Direcció General de Trànsit van fer modificacions importants en el procediment d'obtenció i característiques dels permisos de conducció de motocicleta.
El 2008 procedir a instaurar els nous exàmens pràctics que implicarien als permisos A1 i A. Anteriorment s'havia de fer dos exàmens pràctics: un en circuit tancat i un altre amb trànsit urbà del que es podria estar exempt si ja es tenia un altre permís de conducció. 
Des de llavors, tots els examinats estan obligats a fer 3 exàmens pràctics: Dos en circuit tancat (Un maniobra a baixa velocitat i un altre a alta velocitat), i un amb trànsit urbà. 
Les llicències de conducció per a ciclomotors només habiliten el conductor a transportar passatgers si té un mínim 18 anys (anteriorment eren 16 anys).
El 2009 les Llicències de Conducció per conduir ciclomotors ascendeixen a categoria de permís de conduir denominat  permís de conduir AM. 
L'edat mínima per a obtenir el permís de conduir AM puja de 14 a 15 anys. 
Es crea el nou permís de conducció A2 com a permís intermediari entre l'A1 i l'A, que substitueix mitjançant un document el període de dos anys de limitació que existia anteriorment per a obtenir el permís A. 
En el permís A s'elimina la limitació de dos anys per a conduir motocicletes de fins a 34 cv, i ara cal haver obtingut anteriorment el permís A2 durant un període mínim de dos anys, i l'edat mínima puja de 18 a 20 anys.
Els nous canvis han provocat molta polèmica entre els futurs conductors de motocicletes, ja que ara és obligatòria l'obtenció d'un carnet més per poder conduir motocicletes de gran cilindrada mentre que no existeix aquesta obligació per a l'obtenció d'un altre tipus de vehicles, que un conductor novell de 18 anys amb només un permís B pugui conduir un automòbil de qualsevol potència i relació potència/pes i un conductor de motocicleta necessiti obtenir dos permisos (amb el seu conseqüent pagament per taxes) i edat mínima de 20 anys per a conduir qualsevol motocicleta.

#### El sistema de penalització per punts
L'1 de juliol de 2006 va entrar en vigor el nou  sistema de penalització per punts , amb el qual es pretén disminuir la sinistralitat. L'eficàcia real del sistema és controvertida, així com la de la modificació legislativa que considera delicte la conducció sense el degut permís (vigent des de maig 2008) o determinat tipus d'infraccions (vigent des de desembre de 2007): taxa d'alcoholèmia especialment elevada, realitzar competicions il·legals a la via pública o conduir en direcció contrària, el que s'ha anomenat  conductor suïcida (Kamikaze) .
Cada conductor té dotze punts (els conductors novells només vuit) que perdran gradualment a conseqüència de les infraccions que cometin (de dos a sis punts, segons la seva gravetat). Si es perden tots, el permís perd la seva validesa durant sis mesos (un any si es reincideix), i han de sotmetre's a un nou examen. Els punts es poden recuperar parcialment amb  cursos de sensibilització . Amb tres anys sense infraccions suma un punt al conductor. Després, el passat 1 de juliol de 2009, els que no van tenir denúncies, van obtenir el seu tretzè punt. La llei no distingeix els conductors professionals (camioners, taxistes o conductors d'autobús) dels altres, cosa per la qual han protestat, ja que pot afectar el seu mitjà de vida.
Aquest sistema ha provocat molta controvèrsia, confusions i discussions: anar a 140 km per autopista comporta dos punts de sanció a Catalunya i al País Basc, però cap punt a la resta de l'Estat. També hi ha un gran desconeixement entre la població sobre quina és la quantitat de punts de penalització segons el tipus d'infracció, ja que la correspondència punts-infracció s'ha modificat diverses vegades. Un exemple ho és la penalització de punts que va existir per estacionar en segona fila, que va ser vigent fins al novembre de 2009.
També ha generat equivocacions per part dels agents de seguretat municipals i les seves administracions, arribant fins i tot a multar amb penalitzacions de punts situacions en què no pertocava, com, entre d'altres, al jutjar si hi havia perill quan s'aparcava en un pas de vianants (amb pèrdua de dos punts), cosa que es va eliminar amb la modificació de la llei al novembre de 2009.